# Le Vielleur à la sacoche
Le Vielleur à la sacoche (ou Le Vielleur Waidmann) est un tableau réalisé par le peintre lorrain Georges de La Tour, probablement dans les années 1640. De format vertical, cette huile sur toile est le portrait d'un homme jouant de la vielle à roue, assis de profil devant un fond neutre. Achetée par Charles Friry en 1846, l'œuvre est conservée au musée Charles-Friry de Remiremont, dans les Vosges, en France. Elle est classé monument historique au titre objet depuis le 21 janvier 1974.

## Thème
Le Vielleur à la sacoche est à rapprocher de plusieurs peintures de l'artiste présentant ce même sujet avec une composition similaire.

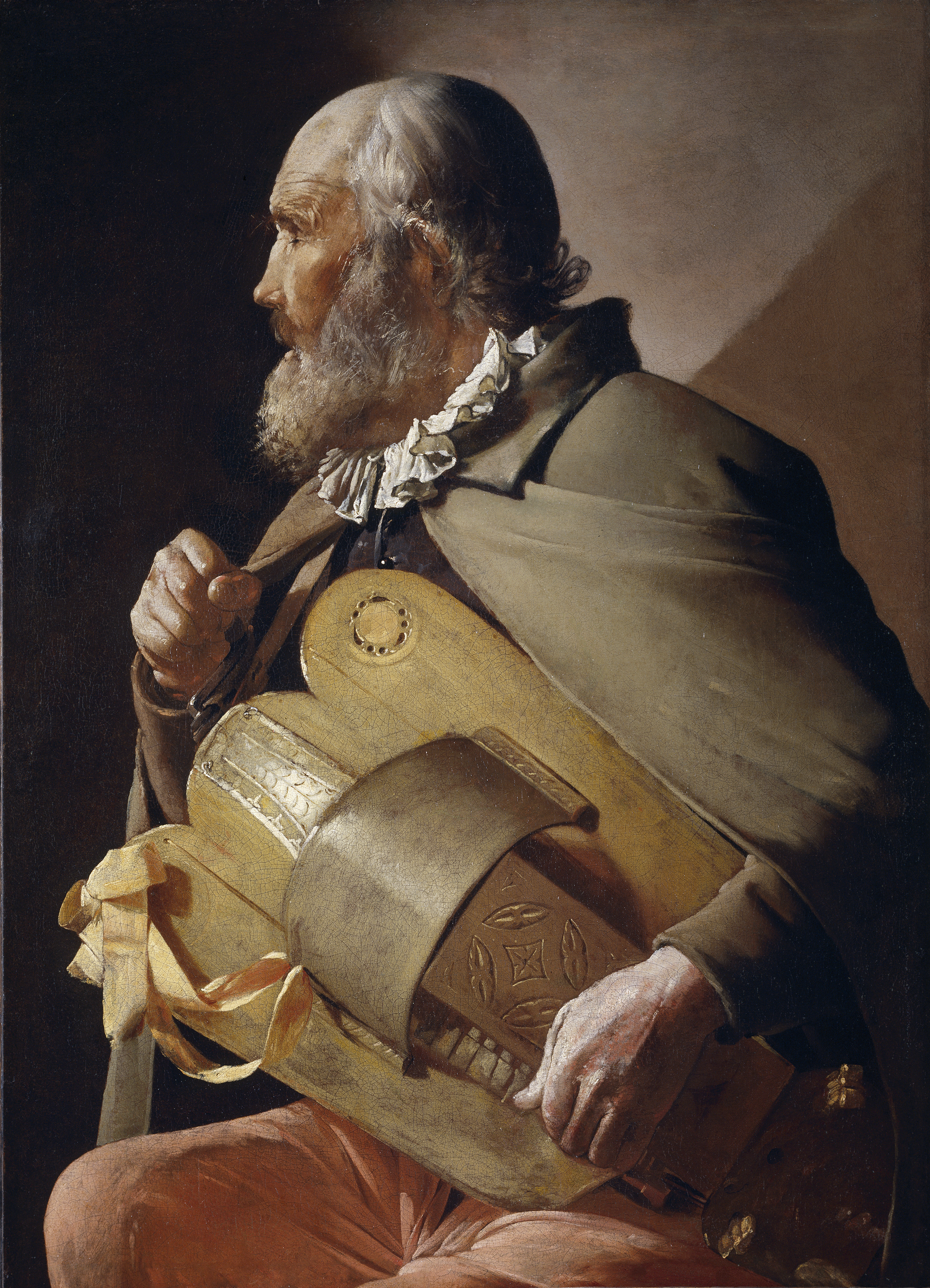
Le Vielleur aveugle, 1620-1630 – Musée du Prado, Madrid.
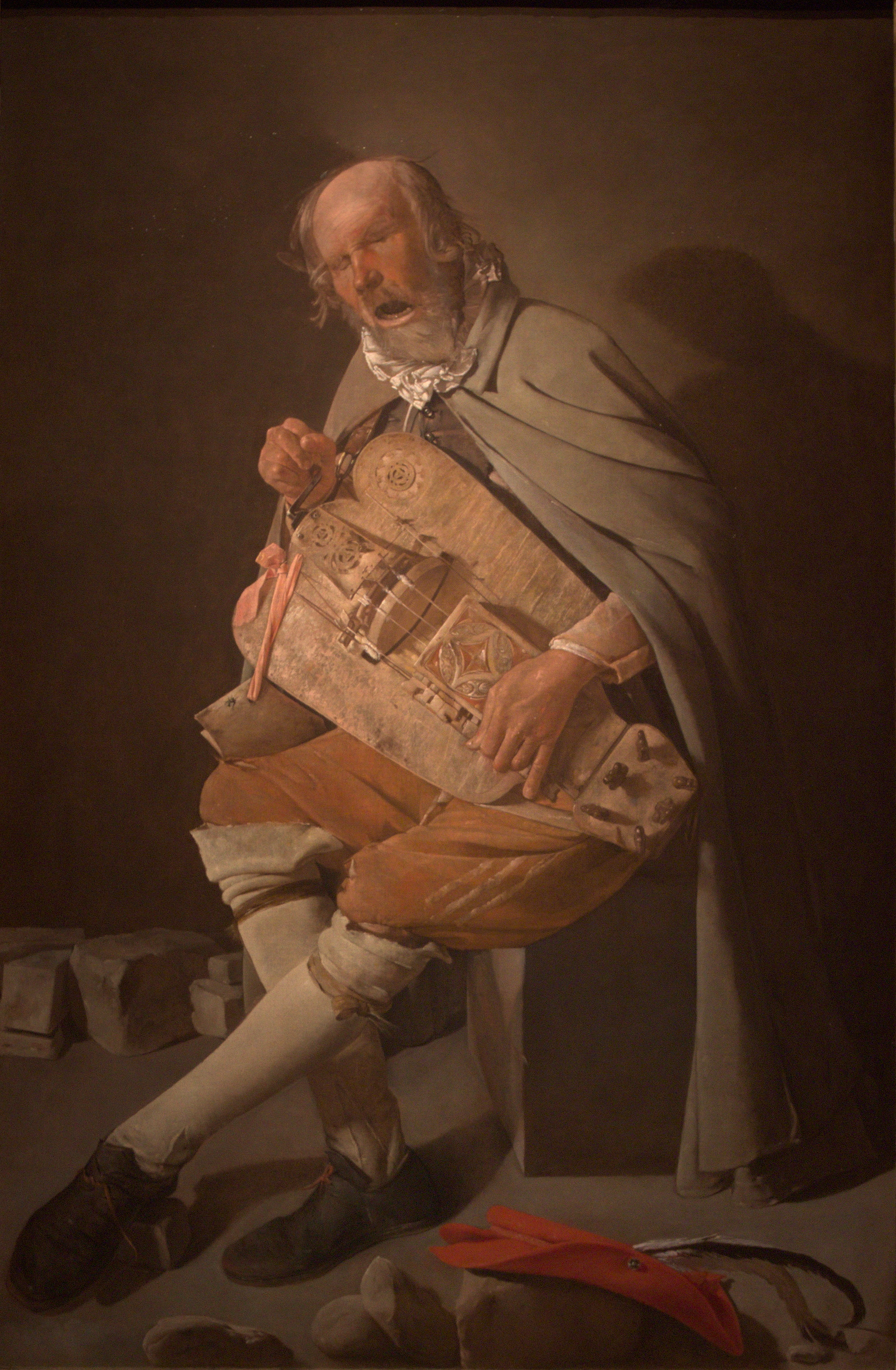
Le Vielleur, première moitié du XVIIe siècle – Musée d'Arts de Nantes, Nantes.
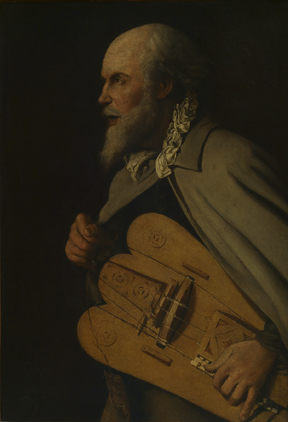
Le Vielleur, s. d. – Musées royaux des Beaux-Arts de Belgique, Bruxelles.